# Robert Ion
Robert Andrei Ion (Bucarest, 5 settembre 2000) è un calciatore rumeno, centrocampista del Concordia Chiajna.

## Caratteristiche tecniche
È un centrocampista offensivo.

## Carriera
Cresciuto nel settore giovanile del FCSB, il 23 luglio 2018 è stato ceduto in prestito all'Acad. Clinceni dove ha disputato una stagione da titolare segnando 10 reti. Rientrato alla base ha esordito in prima squadra disputando l'incontro dei preliminari di Europa League vinto 2-1 contro il Milsami Orhei, prima di passare in prestito nuovamente all'Academia Clinceni.

## Statistiche
Statistiche aggiornate all'8 luglio 2020.

### Presenze e reti nei club
| Stagione        | Squadra         | Campionato      | Campionato | Campionato | Coppe nazionali | Coppe nazionali | Coppe nazionali | Coppe continentali | Coppe continentali | Coppe continentali | Altre coppe | Altre coppe | Altre coppe | Totale | Totale | Totale |
| Stagione        | Squadra         | Comp            | Pres       | Reti       | Comp            | Pres            | Reti            | Comp               | Pres               | Reti               | Comp        | Pres        | Reti        | Pres   | Reti   |        |
| --------------- | --------------- | --------------- | ---------- | ---------- | --------------- | --------------- | --------------- | ------------------ | ------------------ | ------------------ | ----------- | ----------- | ----------- | ------ | ------ | ------ |
| 2018-2019       | Acad. Clinceni  | L2              | 32         | 10         | CR              | 0               | 0               |                    | -                  | -                  |             | -           | -           | 32     | 10     |        |
| ago. 2019       | FCSB            | L1              | 0          | 0          | CR              | 0               | 0               | UEL                | 1                  | 0                  |             | -           | -           | 1      | 0      |        |
| 2019-2020       | Acad. Clinceni  | L1              | 26         | 1          | CR              | 3               | 1               |                    | -                  | -                  |             | -           | -           | 29     | 2      |        |
| Totale carriera | Totale carriera | Totale carriera | 58         | 11         |                 | 3               | 1               |                    | 1                  | 0                  |             | -           | -           | 62     | 12     |        |